# لبخند (ترانه آوریل لوین)
«لبخند» یکی از ترانه‌های آلبوم استودیویی خدانگهدار لالایی از آوریل لوین، خواننده کانادایی است. این ترانه پانک پاپ نوشته مکس مارتین و شلبک است و تهیه‌کننده اثر نیز همین دو تن می‌باشند. متن ترانه حاوی تقدیر و تشکر خواننده از یک شخصیت ویژه در زندگی‌اش است که می‌توانست او را عاشق خود کرده و لبخندی بر لبانش نشاند.